# Troglohya mitchelli
Espèce
Troglohya mitchelli est une espèce de pseudoscorpions de la famille des Bochicidae.

## Distribution
Cette espèce est endémique du Chiapas au Mexique. Elle se rencontre à La Trinitaria dans les grottes Grutas de Zapaluta.

## Description
La femelle holotype mesure 4,85 mm.

## Étymologie
Cette espèce est nommée en l'honneur de Robert W. Mitchell.

## Publication originale
- Muchmore, 1973 : New and little known pseudoscorpions, mainly from caves in Mexico (Arachnida, Pseudoscorpionida). Bulletin of the Association for Mexican Cave Studies, vol. 5, p. 47-62.